# Desa Baru (Ranah Batahan)
Desa Baru is een bestuurslaag in het regentschap West-Pasaman van de provincie West-Sumatra, Indonesië. Desa Baru telt 6360 inwoners (volkstelling 2010).